# Sec61
Sec61（原核生物ではSecYEG）は、全てのドメインの生物に存在する膜タンパク質複合体である。トランスロコンの核となる構成要素として、真核生物の場合には小胞体へ、原核生物の場合には細胞外へタンパク質を輸送する。3つの異なるサブユニットSecY（Sec61α）、SecE（Sec61γ）、SecG（Sec61β）から構成され、膜を貫通するドーナツ型のポアを形成する。小胞体内外への輸送を遮断するプラグ（plug）と呼ばれる領域も存在する。新生ポリペプチド鎖の疎水的領域がシーム（seam）と呼ばれるSec61の別の領域と相互作用するとこのプラグは取り外され、ポリペプチドが小胞体内腔へ移行（トランスロケーション）できる状態となる。

## 構造
SecY/Sec61αのポアの構造に関する知見の多くは、古細菌型のもののX線結晶構造から得られたものである。大きなSecYサブユニットは、膜貫通領域1–5と6–10の2つの領域から構成される。両者は膜貫通領域5と6の間のループによって細胞外側で連結されている。SecYはラテラルゲート（lateral gate）によって横方向に開くことができる。SecEはほとんどの種で1回膜貫通タンパク質であり、SecYの2つの領域の周囲に巻き付くように位置している。SecG（Secβ）は必要不可欠ではなく、SecYの横に位置してわずかに接触を行っているのみである。横から見るとチャネルは砂時計型の構造をしており、細胞質側の開口部は空であるのに対し、細胞外側の開口部はプラグと呼ばれる小さなヘリックスで閉じられている。膜領域の中心付近には、疎水性側鎖がポアに向かって突出することで形成された狭窄部が存在する。タンパク質のトランスロケーション時にはプラグはポリペプチド鎖の通路から移動し、ポリペプチド鎖は細胞質側から狭窄部を通って細胞外側へ移行する。膜タンパク質の疎水性領域はラテラルゲートから横方向に脂質層へ移動し、膜貫通領域となる。

### ドメインによる差異
細菌のSecYEGチャネルは分泌タンパク質のシグナル配列や、トランスロケーションを駆動するATPアーゼであるSecAと相互作用する。SecYは419–492残基からなる細胞膜貫通タンパク質であり、一般的には10個の膜貫通領域、6つの細胞質領域、5つのペリプラズム領域から構成される。
真核生物のトランスロコンは、SecAの代わりに小胞体内腔に位置するシャペロンタンパク質であるBiPを利用してトランスロケーションを駆動する。
古細菌のトランスロコンの理解は進んでいない。細菌のようにSecDF-YajCやYidCを利用している可能性があり、ホモログは見つかっている。ATPアーゼはまだ同定されていない。

## 種による差異
ヒトでは、Sec61αはSEC61A1、SEC61A2遺伝子、Sec61βはSEC61B遺伝子、Sec61γはSEC61G遺伝子にそれぞれコードされている。
出芽酵母には2種類の相同な複合体が存在し、必要不可欠なものがSec61、必須ではない方はSsh1と呼ばれている。Sec61と同様、Ssh1もリボソームに結合する。